# Вересень (гобелен)
Гобелен «Вересень» — належить до уславленої серії килимів, створених наприкінці 17 століття. серія мала назву «Сезони», «Королівські резиденції», «Місяці».
Всі три назви необхідні, бо повний зміст, що вкладався в серію гобеленів в 17 ст. розкривається через пояснення — король міняв резиденції 12 разів на рік, перебуваючи один місяць в якомусь замку-резиденції.
Ініціатива серії належить художнику-декоратору Шарлю Лебрену, що очолив мануфактуру Гобеленів. Особливістю серії було зображення одного з королівських замків, який, однак, займав невеличке місце в центрі чергового килима. Головували розкішні бічні декорації з колонами, гірляндами, коштовним посудом, яскравими драперіями чи килимами та парковими рослинами. І лише в далекій перспективі — королівські кортежі, вершники і черговий замок.
Шарль Лебрен творив лише ескіз, який в повний розмір майбутнього гобелену розробляли помічники. Існував розподіл по жанрам. І той з майстрів, що краще зображував квіти і рослини — малював рослини, той, що добре малював звірів — малював тільки їх, митець з добрим знанням перспективи і архітектури — виводив замки. В готовому ужитковому творі, де переважали декоративні властивості, все ставало досить однорідним і справляло святкове враження.
Серія не мала аналогів в мистецтві 17 століття, а через значну декоративність отримала успіх і визнання. Дванадцять гобеленів серії були визнані настільки вдалими, що їх повторили сім разів з 1668 по 1680 рік. Поодинокі зразки робили з найвдаліших килимів ще й по замовам самого короля. Але попит на гобелени серії довго не вщухав і декілька повторень були створені по приватним замовам вельмож. Гобелени для короля створили також з використанням золотих ниток.
Відсутність золотих ниток та відмінності в деталях і надають можливість розпізнавати гобелени за часом створення, за мануфактурою тощо.
До найвдаліших зразків і належить гобелен — Вересень або «Замок Шамбор». В перспективі — до замку наближається королівський кортеж. Але більше кортежу і замку доби Відродження увагу привертає перший план з балюстрадою і колонами, де два молодих служки пораються з розкішним килимом та коштовним посудом. Композиція доволі симетрична і її геометрію трохи зменшують птахи і тварини, гірлянди, дерева парку.
Гобелен має рослинний бордюр, заплетений в ритмічний візерунок. Поясненням, який саме місяць відтворений на гобелені, слугує знак зодіаку, відповідний місяцю. Вересню відповідним вважали терези.